# 1990 (singolo Achille Lauro)
1990 è un singolo del cantautore e rapper italiano Achille Lauro, pubblicato il 25 ottobre 2019 come primo estratto dall'omonimo album di cover.

## Descrizione
Il brano riprende il singolo Be My Lover dei La Bouche del 1995.

## Video musicale
Il videoclip, diretto da Fabio Breccia, è stato pubblicato l'8 novembre 2019 attraverso il canale YouTube del cantante.

## Tracce
1. 1990 – 3:57

## Classifiche
| Classifica (2019)     | Posizione massima |
| --------------------- | ----------------- |
| Italia                | 49                |
| Italia (indipendenti) | 4                 |